# Dělení grafu
V teorii grafů je dělení grafu G takový graf, který vznikne z G posloupností operací dělení hrany.

## Dělení hrany
Nechť G = (V, E) je graf, {\displaystyle e\in E;e=\{x,y\}} a {\displaystyle z\notin V}
Provedeme-li dělení hrany e, vznikne graf G', {\displaystyle G'=\left(V\cup \{z\},\left(E\setminus \{\{x,y\}\}\right)\cup \{\{x,z\},\{z,y\}\}\right)}

Hrana {x, y} rozdělená vrcholem z na hrany {x, z} a {z, y}